# Nedre Soppero
Nedre Soppero (meänkieli: Ala-Soppero; nordsamiska: Vuolle Sohppar) är en by i Jukkasjärvi socken, Kiruna kommun. Orten ligger på östra sidan av Lainioälven och delas i två delar av E45, som går rakt genom byn. Nedre Soppero ligger 58 kilometer söder om Karesuando och 45 kilometer norr om Vittangi. Avståndet till Övre Soppero är cirka 6 kilometer.
I byn finns ett kapell som byggdes av byborna i slutet av 1950-talet och en tillhörande klockstapel med en kyrkklocka från 1895 skänkt av Vittangi församling. Bland företagen i byn finns en stugby och ett företag inriktat på traditionell samisk slöjd. I Nedre Soppero finns också en sameby.
I juli 2016 fanns det enligt Ratsit 28 personer över 16 år registrerade med Nedre Soppero som adress.

## Historia

### Administrativa tillhörigheter
Orten ligger i Jukkasjärvi socken som vid kommunreformen 1862 bildade Jukkasjärvi landskommun. 1 januari 1948 ombildades landskommunen i sin helhet till Kiruna stad. 1 januari 1971 trädde Kommunreformen i Sverige 1971 i kraft och Sverige fick enhetlig kommuntyp. Kiruna stad ombildades då till Kiruna kommun, som Nedre Soppero tillhört sedan dess.

## Kommunikationer
Nedre Soppero har en busshållplats som trafikeras av Länstrafiken Norrbottens busslinje 50 (Karesuando-Vittangi-Kiruna).

## Sport
I Nedre Soppero finns friidrottsföreningen Nedre Soppero IK.

## Språkförhållanden
I byn har det förutom svenska och samiska även talats meänkieli. Lars Törnman som kom från en småbrukarfamilj i byn lärde sig, enligt egen uppgift, svenska först när han började grundskolan.

## Personer från Nedre Soppero
- Lars Törnman, politiker